# Hydra (토토의 음반)
《Hydra》는 1979년 11월에 발매된 미국의 록 밴드 토토의 두 번째 스튜디오 음반이다. 이 음반은 빌보드 200에서 37위에 올랐고, 대부분의 싱글들이 차트에서 아무런 영향을 미치지 못한 반면, 1971년 SF 영화 《THX 1138》에서 영감을 받은 노래인 〈99〉는 빌보드 핫 100에서 26위에 올랐다.

## 평가
| 전문가 평가         | 전문가 평가 |
| 평가 점수           | 평가 점수   |
| 출처                | 점수        |
| ------------------- | ----------- |
| AllMusic            | [ 7 ]       |
| Classic Rock Review | B           |
| Sea of Tranquility  | [ 9 ]       |

상업적인 성공을 거두긴 했지만, 《Hydra》는 이 밴드의 가장 많이 팔린 데뷔 음반보다 훨씬 덜 인기 있는 음반이었다. 올뮤직은 이것이 토토가 《Hydra》나 그들의 데뷔에 대해 독특하고 인지할 수 있는 사운드를 구축하는데 실패했기 때문이라고 주장했다. 그들은 또한 대부분의 청취자들이 99가 기반이 된 영화(즉, 《THX 1138》)에 익숙하지 않아서 절망적일 정도로 모호한 가사를 찾았고, 이 싱글이 히트를 칠 수 있었던 것만큼 큰 성공을 거두는 것을 막았다고 추측했다.
음반에 대한 비판적인 반응은 엇갈렸다. 올뮤직의 회고적인 리뷰는 품질에 대한 판단을 거의 하지 않았으며(곡들이 "잘 연주되었다"는 것을 제외하고), 대신 왜 그들의 데뷔의 상업적인 성공에 필적하지 못했는지에 대해 논의했다.

## 곡 목록
모든 곡들은 특별한 언급이 없는 한 데이비드 페이치에 의해 작사/작곡하였다.
| #  | 제목                          | 작사·작곡                                                                       | 리드 보컬 | 재생 시간 |
| -- | ----------------------------- | ------------------------------------------------------------------------------- | --------- | --------- |
| 1. | 〈Hydra〉                     | 페이치, 스티브 포카로, 제프 포카로, 스티브 루카서, 보비 킴볼, 데이비드 헌게이트 | 페이치    | 7:31      |
| 2. | 〈St. George and the Dragon〉 |                                                                                 | 킴볼      | 4:45      |
| 3. | 〈99〉                        |                                                                                 | 루카서    | 5:16      |
| 4. | 〈Lorraine〉                  |                                                                                 | 페이치    | 4:46      |

| #  | 제목              | 작사·작곡               | 리드 보컬 | 재생 시간 |
| -- | ----------------- | ----------------------- | --------- | --------- |
| 5. | 〈All Us Boys〉   |                         | 페이치    | 5:03      |
| 6. | 〈Mama〉          | 페이치, 킴볼            | 킴볼      | 5:14      |
| 7. | 〈White Sister〉  | 페이치, 킴볼            | 킴볼      | 5:39      |
| 8. | 〈A Secret Love〉 | S. 포카로, 페이치, 킴볼 | 킴볼      | 3:07      |

## 인증
| 국가                       | 인증     | 판매량/출하량 |
| -------------------------- | -------- | ------------- |
| 캐나다 (뮤직 캐나다)       | 플래티넘 | 100,000^      |
| 미국 (RIAA)                | 골드     | 500,000^      |
| ^출하량을 기반으로 한 인증 |          |               |